# Ikar
Ikarは1999年にソユーズ(GRAUインデックス11A511U)ロケットでソユーズ-Ikarとして使用するためにロシアで設計された上段ロケットである。ヤンターリ偵察衛星の推進モジュールとして出荷された。
現在ではソユーズ-FGとソユーズ-Uの上段で使用され、50回までの再始動が可能で打ち上げ後30時間まで運用される。
750から3920kgのペイロードを軌道傾斜角(バイコヌール宇宙基地からの打ち上げ時)51.8°と(プレセツク宇宙基地からの打ち上げ時)62.8°、67.1°、81.4°、90°高度250から1400kmの円軌道や楕円軌道に投入する。
予定された軌道へ投入するために自機の位置と予定軌道との誤差を算出して修正する自律制御装置や冗長性を高めるために自己診断装置を備える。